# 陸昭符
陸昭符，《南唐书》作睦昭符，初名陸匡符，五代十国南唐官员，金陵人。
保大年间，担任常州刺史。常州与吴越国多次交兵，城邑荒殘，陸匡符爲政寬簡，招納流亡，不久，百姓富實。一天，雷雨暴至，電光如金蛇绕案，吏卒都震倒了，陸匡符撫案呵叱，雷電停止。桌案下面有鐵索重數百斤，陸匡符命舉索存在庫中。交泰元年，唐元宗稱藩后周，命陸匡符爲進奏使，在大梁设宅邸。北宋建立，陆匡符避讳太祖赵匡胤，更名陸昭符。後主李煜嗣位，御宫門立金雞竿，降诏赦免如天子之禮。赵匡胤詰责陸昭符。陸昭符以鄙語回答，赵匡胤于是笑而不問。当時潘慎修担任入貢使，陸昭符往來于金陵。南唐库藏空竭，陸昭符在石守信家做买卖，得絹十萬疋，後主大喜。宋太祖派李穆徵召後主入朝，問陸昭符：“你就得你们国主能來吗？”回答：“君主命召，不等待，怎会不來。”後主稱病，宋军討伐，陆昭符对太祖说：“臣的国主必死社稷。”後主降宋，宋朝取消置邸，陸昭符没有改任，后来去世了。